# Потёпкин, Михаил Васильевич
Михаил Васильевич Потёпкин (1932—1968) — передовик производства, бригадир комплексной бригады треста № 20 Главленинградстроя, Герой Социалистического Труда (1965).

## Биография
Родился в Красноярском крае. Подростком с матерью переехал в Ленинград. Поступил на стройку разнорабочим, выучился на плотника, затем (с 1949 года) стал работать каменщиком в 10-м управлении треста № 20.
В 1955—1957 по комсомольской путёвке работал на молодёжной ударной стройке (железная дорога Казань-Свердловск, строительство второй колеи) путевым рабочим, бетонщиком, каменщиком, бригадиром балластировщиков.
По возвращении назначен бригадиром комплексной бригады в составе 40 человек (в последующем — до 70).
Бригада Потепкина каждый объект сдавала досрочно, с высокой оценкой, выработка намного превышала норму.
За достижения в 7-й пятилетке (его бригада построила 30 тысяч квадратных метров жилья) в 1965 г. удостоен звания Героя Социалистического Труда.
Дважды избирался депутатом Ленсовета. Делегат XXIII съезда КПСС (1966).
Семья: жена, двое детей.
Похоронен на Красненьком кладбище. Его могила является объектом культурного наследия регионального значения.

## Награды
- Герой Социалистического Труда — указом Президиума Верховного Совета СССР от 18 ноября 1965 года.